# Цакалос, Константинос
Константи́нос Цака́лос (греч. Κωνσταντίνος Τσάκαλος 1882, Месолонгион, Греческое королевство — 17 августа 1922, Али Веран, Малая Азия) — греческий офицер начала XX века. Отмечен греческой историографией среди «героев Малоазийского похода, которым Слава не сплела венок»:115.

## Молодость
Константинос Цакалос родился в городе Месолонгион в 1882 году.
Учился в Военном училище в городе Модена, Северная Италия.
Вернулся в Грецию и вступил в греческую армию в звании младшего лейтенанта пехоты в 1906 году.
В Первую Балканскую войну (1912—1913) командовал ротой V дивизии.

## Сражение при Веви
14 (27) октября 1912 года 1-я, 2-я, 3-я, 4-я и 6-я греческие дивизии развернулись из Западной Македонии на восток, с целью освобождения столицы Македонии, города Фессалоники.
V дивизия продолжила продвижение на северо-запад, с основной задачей прикрытия левого фланга армии, на случай атаки осман с северо-запада. Впоследствии дивизия приняла на себя удар VI корпуса Вардарской османской армии (16-я и 17-я дивизии Nizamiye и остатки 18-й дивизии):249, продержалась до 24 октября (6 ноября) после чего беспорядочно отступила
Цакалос был одним из немногих офицеров, которым удалось сохранить порядок в своей роте.
Этот опыт военных действий в условиях отступления, перед многократными силами противника, скажется через 10 лет, когда Цакалос окажется в более трагических условиях в конце Малоазийского похода.
Но на тот момент жертва V дивизии не была напрасной. Греческая армия успела занять Салоники, после чего выделила подкрепления, с помощью которых V дивизия отвоевала свои предыдущие позиции.

## Первая мировая война
С началом Первой мировой войны Цакалос последовал Э. Венизелосом и с 1916 года, в звании капитана, воевал на Македонском фронте, командуя 3-м батальоном 2-го полка Серр. Командуя своим батальоном Цакалос принял участие в 1918 году в победном сражении против болгар при Скра-ди-Леген.

## Освобождение Смирны
Цакалосу посчастливилось быть командиром 5-го полка I дивизии, «на которую пал выбор стать освободительницей Смирны»:144, в начале Малоазийского похода.
Решение о занятии Смирны было принято союзниками в соответствии с Мудросским перемирием, согласно которому Антанта имела право на оккупацию любого города на территории потерпевшей поражение Османской империи.
Решение было вызвано претензиями на этот город Италией, которая после победы в итало-турецкой войне 1912 контролировала юго-запад Малой Азии. Её войска находились южнее Измира:135.
«Совет Четырёх» (Великобритания, Франция, Италия, США) признал за Грецией право на оккупацию Смирны, о чём было уведомлено султанское правительство. Для операции была задействована Ι дивизия, которой командовал полковник Н. Зафириу.
Известие о том, что дивизия направлялась в Смирну вызвало взрыв энтузиазма у личного состава дивизии:A-178.
Хотя речь шла о временной оккупации города, греческие солдаты рассматривали событие как начало освобождения древних греческих земель Ионии и её коренного греческого населения.

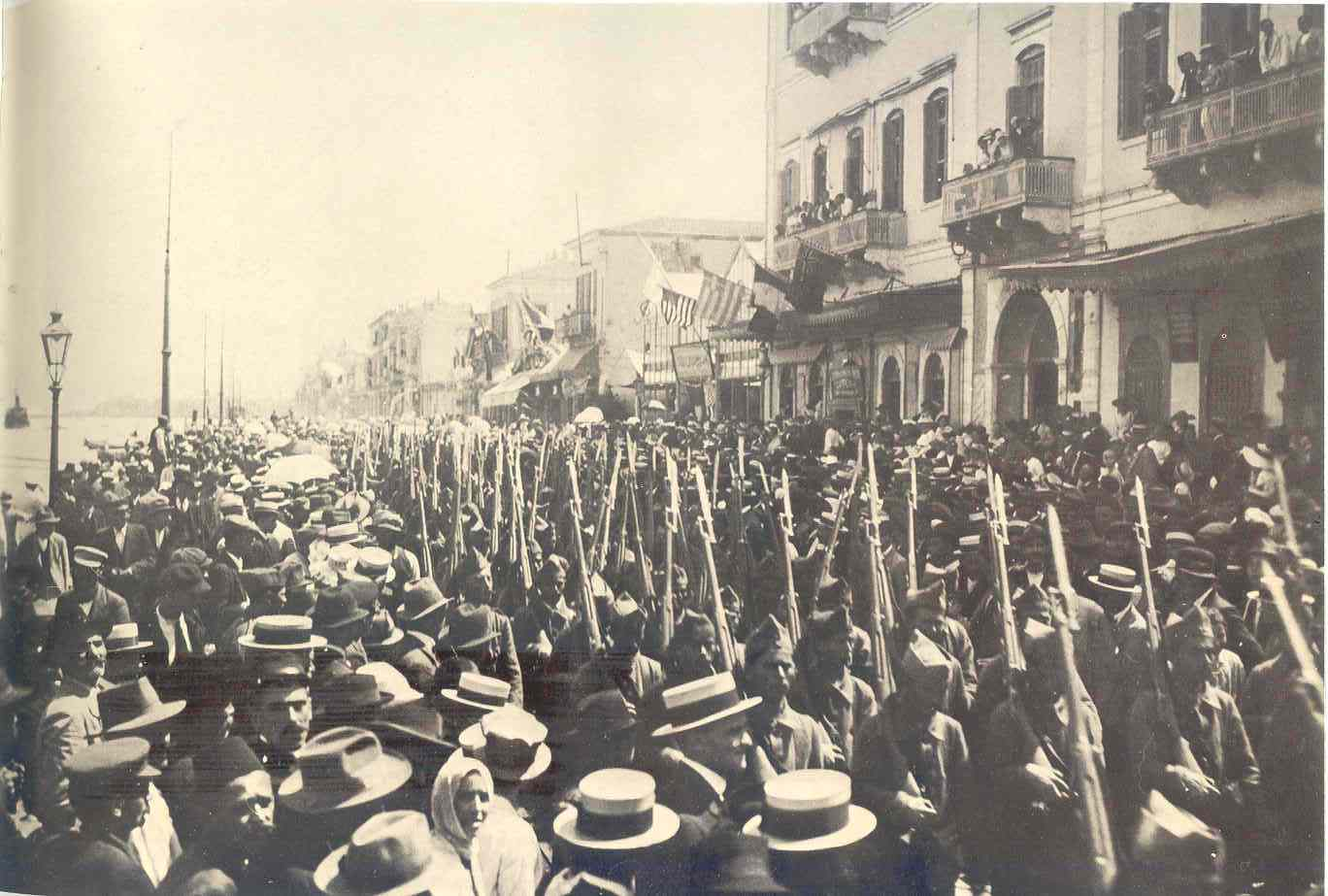
Высадка Первой дивизии в Смирне

Отражая этот исторический факт, английский историк Д. Дакин именует последовавший Малоазийский поход «Четвёртой Освободительной войной Греции»:333.
Высадка в Смирне состоялась 2/15 мая. Высадка предполагалась мирной и началась мирно. Одновременно с греческими войсками (12 тысяч человек) произвёл высадку и небольшой англо-франко-американо-итальянский десант (800 человек), принявший от турецких солдат береговые укрепления. В турецких казармах находилось 3 тыс. солдат. Вместе с жандармами это составляло 4 тыс. вооружённых турок. Итальянцы не могли успокоится с потерей Измира и подготовили провокацию. Они вооружили лодочников в порту, а полковник Корросини выпустил из тюрьмы всех уголовников:А-178.
Когда началась высадка войск и греческое население приветствовало своих освободителей, началась стрельба из лодок, а замешавшиеся в толпе уголовники наносили встречающим ножевые ранения. В дело подключились вооружённые турецкие солдаты и жандармы. 4-му греческому полку удалось навести порядок через час, взяв плен 540 турецких солдат и 28 офицеров. 2 тысячам вооружённых турок удалось уйти, положив начало как турецкому сопротивлению, так и зверствам по отношению к безоружному греческому населению, как это случилось впоследствии в резне греческого населения города Айдын. Воспользовавшись беспорядками, итальянцы ещё раз запросили у союзников право на оккупацию Измира, но вновь получили отказ. Историк Т. Герозисис отмечает, что в атмосфере энтузиазма, вызванного освобождением города, высадка была произведена « с некоторыми ошибками», что дало туркам возможность оказать «какое то сопротивление», «для создания впечатлений и обеспечения политических целей»:364.

## Малоазийский поход
6 мая Межсоюзнический совет, в составе президента США Вильсона, премьер-министров Великобритании Ллойд Джорджа, Франции Клемансо и министра иностранных дел Италии Соннино, провёл экстренное совещание. Венизелос воспользовался моментом и попросил разрешения на расширение плацдарма, с тем чтобы получить возможность для отражения турецких чет и обеспечить возвращение 300.000 беженцев, нашедших убежище на греческих островах, после резни православного греческого населения турками с началом Первой мировой войны в 1914 году.
Разрешение было дано и греческая армия, по выражению историка Я. Капсиса была готова «освободить священные земли, после 5 веков оккупации иноземцами».
Контроль вокруг Смирны был обеспечен — комдив 1 дивизии полковник Зафириу окружил город, включая турецкий квартал. Турки в городе не смели предпринять никаких действий.
Последующим пунктом стал город Менемен, турецкое население которого было сторонниками младотурков и было вооружено, что создавало опасность греческим войскам в случае оставления его в тылу.
Подполковник Цакалос, командуя 5-м полком, сумел занять город и принять сдачу находившегося там турецкого батальона без кровопролития.
Однако заслуга в бескровной сдаче города принадлежала местному греческому журналисту К. Мисаилидису, который рискуя собственной жизнью убедил турецких старейшин не поддаваться на призывы младотурков и покориться «Кисмету» (судьбе).
Дух турок был поколеблен и их вожди решили дать бой в городе Магнесия, который, несмотря на свою древнюю греческую историю, на тот момент был «оплотом турецкого национализма» — греки составляли только 10 % его 80.000 населения. Значительную часть турецкого населения города составляли поселившиеся здесь после 1912 года Критские мусульмане.
Кроме этого, и для греков и для турок, Магнесия имел символический характер, поскольку именно отсюда Мехмед II направился осаждать Константинополь в 1453 году.
Цакалос, возглавляя 2 батальона пехоты, 1 эскадрон кавалерии и 1 дивизион артиллерии, направился к Магнесии и был уверен, что турки окажут ему здесь сопротивление. Но, как отмечает Я Капсис, тольку слуха о том что «греки идут» и горна «в атаку» было достаточно, чтобы турецкие четы обратились в бегство.
В полдень 12 мая подполковник Цакалос, верхом на коне, возглавляя свой полк и под развёрнутым греческим знаменем вошёл в Магнесию.
Я. Капсис пишет, что «естественно, душа Константина Палеолога на том свете пришла в восторг».
Занятие Менемена и Магнесии открыли дорогу греческим частям на север к Кидониес.
Впоследствии Цакалос принял участие в расширении зоны греческого контроля в районе Айдына, отбивая настойчивые попытки турок, совершавших налёты из итальянской зоны и при поддержке итальянцев, занять город.
28 июня, в зоне ответственности дивизии, турецкие четы, сформированные в итальянской зоне оккупации и при поддержке итальянцев, совершили резню греческого населения в Айдыне. События в Айдыне вынудили греческое правительство срочно усилить экспедиционную армию в Малой Азии и назначить её командующим Л. Параскевопулоса, закончившего в своё время «Эвангелическую школу Смирны»:А-183.
Война со стороны турок приняла характер этнических чисток. Яннис Капсис, историк и бывший министр иностранных дел, пишет, что резня в Айдыне должна была лишить всяких сомнений как союзников, так и гр руководство, в том, что случится с греческим населением Ионии, когда греческая армия уйдёт из региона:170.
Цакалос, как правило, не командовал полком из штаба, всегда находился на передовой и часто возглавлял атаки своих частей в критические моменты.
В наступательных действиях греческой армии в июне-июле 1920 года полк Цакалоса, находясь на «границе» с итальянской зоной оккупации, проходившей по реке Меандр, был вынужден разгромить союзное итальянское соединение, оказывавшее поддержку туркам. и взять в плен итальянских военнослужащих.

## Выборы и демобилизация
Севрский мирный договор (1920) закрепил временный контроль региона за Грецией, с перспективой решения его судьбы через 5 лет на референдуме:16.
Столкновения с кемалистами приобрели характер войны, которую греческая армия была вынуждена вести уже в одиночку. Из союзников, Италия с самого начала поддержала кемалистов, Франция, решая свои задачи, стала также оказывать им поддержку. Однако греческая армия прочно удерживала свои позиции. В 1920 году, геополитическая ситуация изменилась коренным образом и стала роковой для греческого населения Малой Азии после парламентских выборов в Греции в ноябре 1920. Под лозунгом «мы вернём наших парней домой» и получив поддержку, значительного в тот период, мусульманского населения, на выборах победили монархисты.
После выборов, как и сотни других офицеров сторонников Венизелоса, Цакалос был демобилизован.
Пребывание в резерве вызвало перемены в личной жизни Цакалоса. Он обручился в Смирне на местной девушке из знатной семьи:162.
Но свадьбу сыграть не успел.
Возвращение в страну германофила короля Константина освободило союзников от обязательств по отношению к Греции.
Уже в иной геополитической обстановке и не решив вопрос с населением Ионии, монархисты решили продолжить войну.
Французский генерал Гуро заявил, что для принуждения к миру в Малой Азии необходимо иметь 27 дивизий, но у греков было всего 9 дивизий:39.
Союзники, подписавшие Севрский мир, превратили конфронтацию Антанты — Турции в конфликт греков-Турции. Как пишет историк Д. Фотиадис «из союзников они преобразились в арбитров»:42.
28 февраля/10 марта было подписано франко-турецкое соглашение, что позволило туркам перебросить силы на греческий фронт:31.
Итальянцы покинули Атталию, оставив Кемалю свой арсенал:32.
Не находя решения в вопросе с греческим населением Ионии, в иной геополитической обстановке, монархисты продолжили войну. Армия предприняла «Весеннее наступление» 1921 года, одержала тактические победы, но полного разгрома турок не достигла:48.
Радикальным решением было бы оставить, после переговоров, Ионию, чтобы спасти Восточную Фракию. Альтернативой было собрать войска вокруг Смирны.
Но монархисты решили разрешить вопрос силой, потребовав у греческой нации, насчитывавшей тогда немногим более 4 миллионов человек, людские и материальные ресурсы, превышавшие её возможности. Кроме трёх призывов, не успевших принять участие в «Весеннем наступлении», были мобилизованы ещё три старых призыва:49.
Греческая армия предприняла «Большое летнее наступление» 1921 года, нанесла туркам поражение в самом большом сражении войны при Афьонкарахисаре-Эскишехире, но стратегический разгром кемалистов не состоялся. Турки отошли к Анкаре и правительство монархистов вновь встало перед дилеммой: что делать дальше:55-58.
Правительство торопилось закончить войну и, не прислушиваясь к голосам сторонников оборонной позиции, приняло решение наступать далее. После месячной подготовки, которая и туркам дала возможность подготовиться, 7 греческих дивизий форсировали Сакарью и пошли на восток. Греческая армия не смогла взять Анкару и в порядке отошла назад, за Сакарью. Как писал греческий историк Д.Фотиадис «тактически мы победили, стратегически мы проиграли»:115.
Правительство монархистов удвоило подконтрольную ему территорию в Азии, но возможностями для дальнейшего наступления не располагало. Одновременно, не решив вопрос с населением региона, оно не решалось эвакуировать армию из Азии. Фронт застыл на год. Армия продолжала удерживать фронт «колоссальной протяжённости, по отношению к располагаемым силам», что согласно заявлению А. Мазаракиса, кроме политических ошибок, стало основной причиной последовавшей катастрофы:159.

## Возвращение на фронт
После того как греческая армия отошла от Анкары, Цакалос был отозван в экспедиционный корпус Малой Азии и принял командование полком подготовки новобранцев в тылу, в городе Магнесия.
Незадолго до начала турецкого наступления, в августе 1922 года, Цакалос принял командование 2-м пехотным полком ΧΙΙΙ дивизии.
После того как турки решились предпринять наступление, им не понадобилось больших усилий, чтобы вклиниться между 1-й и 4-й греческими дивизиями, расположенными на большом расстоянии одна от другой, по причине недостатка сил для фронта такой протяжённости.
Это стало началом отступления греческой армии, в ходе которого 2-й полк Цакалоса, полностью сохраняя боевой дух и порядок, принял на себя тяжёлые обязанности.
2 из 3 батальонов полка стали авангардом и арьергардом отступающей ΧΙΙI дивизии. 3-й батальон, под непосредственным командование самого Цакалоса, был развёрнут в качестве прикрытия, защищая фланги отступающей дивизии от наседающих многократных турецких сил.
16 августа, в сражении при Хамуркёй Илбулак, батальон, под непосредственным командованием Цакалоса оказал содействие V дивизии в Олуджак, отбив атаку турецких сил против её флангов.
Последнее испытание перед полковником Цакалосом и его полком наступило 17 августа 1922 года, в ходе сражения при Аливеран (Alıören).

## Гибель Цакалоса
Довольно потрёпанная Группа дивизий Трикуписа (5 дивизий), не имея более другого пути отхода попыталась выйти из котла, через узкое ущелье Аливеран (Alıören).
Из вошедших в ущелье 20-25 тысяч человек, только 7 тысяч были боеспособны, остальные были либо раненные, либо безоружное гражданское население, бежавшее из своих сёл во избежание турецкой резни:180.
На выходе из ущелья встала 14-я турецкая кавалерийская дивизия, против которой Трикупис бросил пехотный полк, но после того как турецкие кавалеристы получили подкрепления, был дан приказ дожидаться темноты, для совершения прорыва.
На входе в ущелье встала XIII дивизия, получившая приказ обороняться любой ценой, до наступления темноты.
В турецкой историографии сражение 17/30 августа часто именуется «Сражением главнокомандующего», поскольку происходило на глазах у Мустафы Кемаля, который наблюдал за ходом сражения из артиллерийского укрытия в 6 км от ущелья:181.
В действительности это был расстрел турецкой артиллерией скопления греческих солдат и гражданского населения в ущелье. И только на входе в ущелье, где «встала насмерть героическая XIII дивизия», в которую входил 2-й полк Цакалоса, шло настоящее сражение.
Экономя боеприпасы, солдаты дивизии подпускали турок на 100 метров, после чего бросались в непрерывные штыковые контратаки:159.
2-й полк Цакалоса занял позиции у Кючук Ада-тепе, обороняя окружённую группу с юга против IV турецкого корпуса.
Под непрерывным артиллерийским огнём, держа оборону на неподготовленных позициях и с скудными боеприпасами, 2 -й полк отразил все турецкие атаки. Цакалос верхом непрерывно объезжал позиции полка, воодушевляя своих солдат.
Один за одним, греческие офицеры поднимали своих солдат в вынужденные штыковые контр-атаки — на верную смерть.
Первым был майор Мацукас. Вторым стал майор Влахос, который оставил свой батальон, и повёл в штыковую атаку солдат соседнего батальона, который до его прибытия был готов к разложению.
Цакалос возглавлял своё новое подразделение, многих офицеров и унтер-офицеров которого он ещё плохо знал. Он вёл солдат в штыковую восклицая «Гоните собак, вперёд за мной» и в очередной раз обращал турок в бегство:160.
К востоку от расположения полка Цакалоса, вела свой последний бой рота курсантов, срочно прибывшая на фронт за неделю до этих событий.
2-й полк Цакалоса контролировал 2 холма, которые вместе с «Лесистым холмом» господствовали над дорогой ведущей в ущелье.
На замену убитых офицеров, Цакалосу были посланы 3 офицера, один из которых струсил и чуть было не увлёк в бегство своих подчинённых.
Цакалос, спасая ситуацию, бросился в атаку под развёрнутым флагом с горской солдат своего резерва, увлекая тем самым и поколебавшихся было солдат. Турки были вновь отброшены. Но в ходе контратаки, снарядом ему оторвало ноги.
Он попросил чтобы его прислонили к скале, чтобы он мог наблюдать за своей частью:161.
Цакалос знал, что смерть близка и единственным его вопросом был «Как идёт бой». Получив ответ «Мы победили, турки бегут», он выговорил фразу «умираю счастливым». Свои вещи Цакалос завещал своей невесте в Смирне:162.
Полковник Цакалос умер вечером 17 августа 1922 года.
Героическое сопротивление 2-го полка полковника Константина Цакалоса и других частей XIII дивизии дало возможность, с наступлением ночи, тысячам солдат Группы Трикуписа и беженцев вырваться из котла и избежать пленения и смерти.